# شيخ عثمان
شيخ‌ عثمان هي قرية في مقاطعة أشنوية، إيران. يقدر عدد سكانها بـ 260 نسمة بحسب إحصاء 2016.